# Savu Nedelea
Savu Nedelea, romunski general, * 1890, † 1971.